# Fort pancerny pomocniczy 48a „Mistrzejowice”
Fort pancerny pomocniczy 48a „Mistrzejowice” – fort składający się na Twierdzę Kraków. Powstał w latach 1895–1897. Jego zadaniem była boczna obrona doliny Dłubni oraz prawego międzypola fortu 48 Batowice. Po I wojnie światowej pełnił funkcję magazynu.
Fort 48a Mistrzejowice zaprojektował Emil Gołogórski. Fort był zdewastowany i zaśmiecony. Znajduje się na Osiedlu Piastów w Krakowie. Zadbane otoczenie fortu stanowi rolę parku rekreacyjnego z alejkami i ławkami.
W roku 2021 rozpoczęto remont fortu m.in. odnawiając elewację. Prace remontowe zakończyły się w 2024 roku.

## Galeria

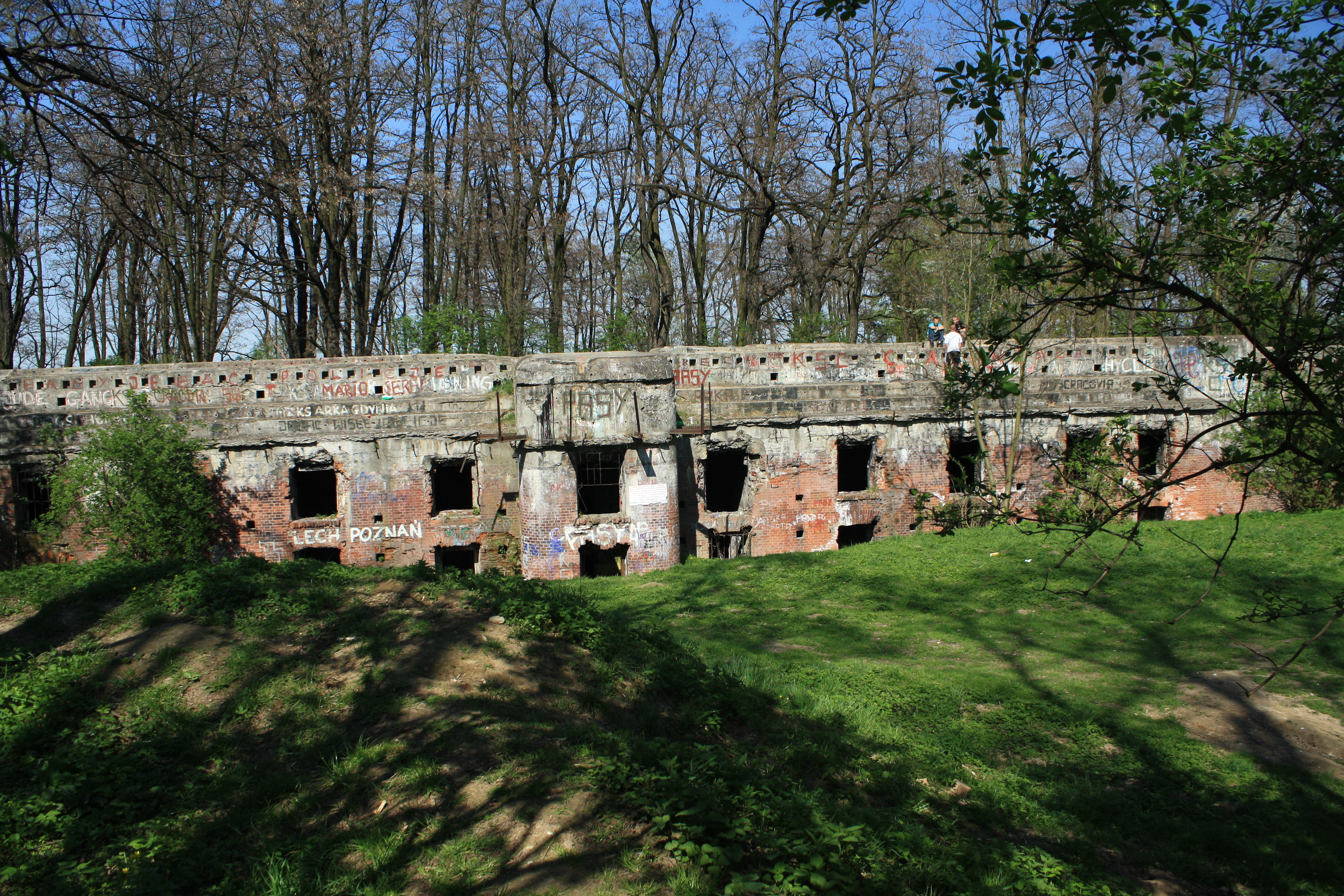
Blok koszarowy fortu (2009)
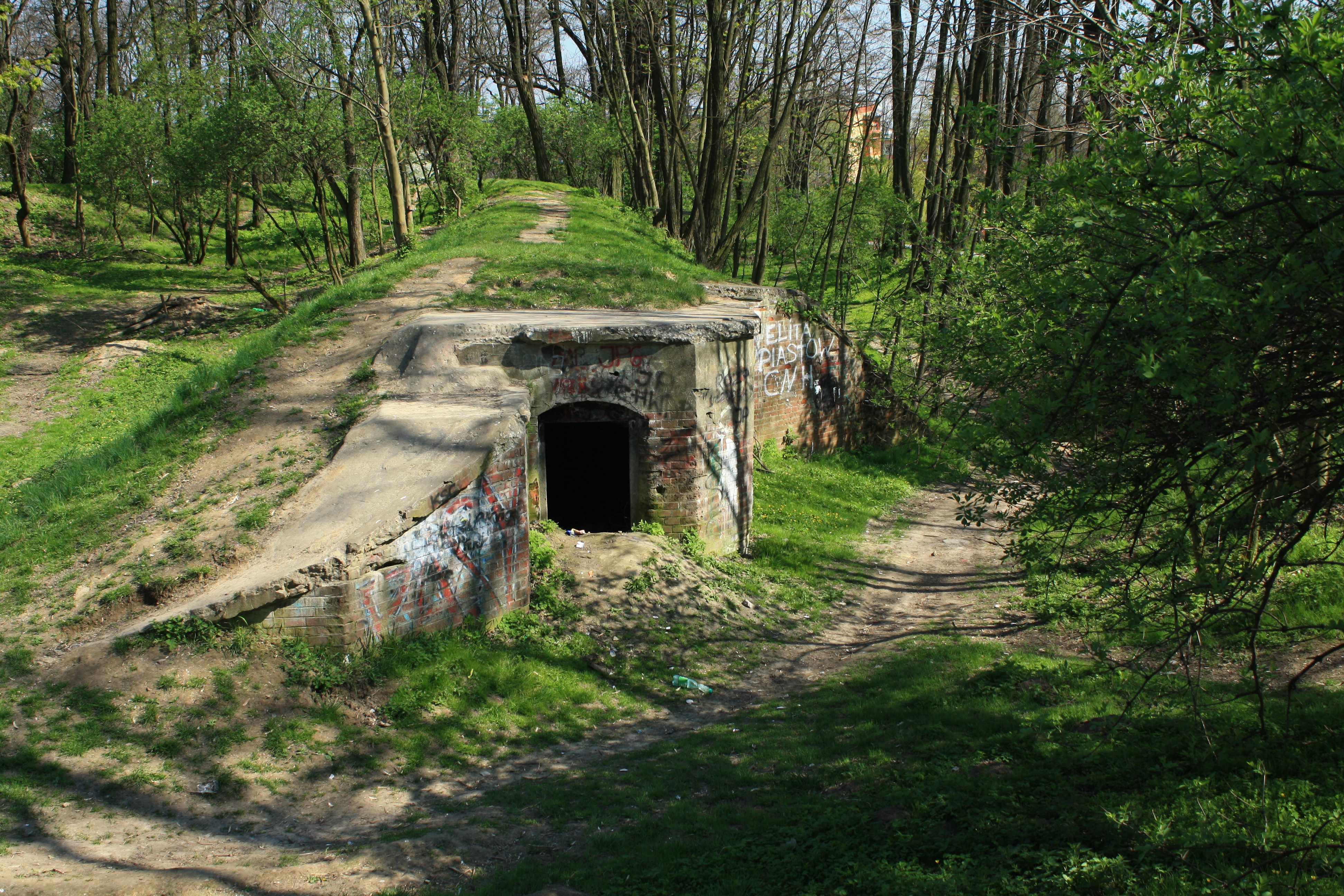
Kaponiera obrony wjazdu (2009)
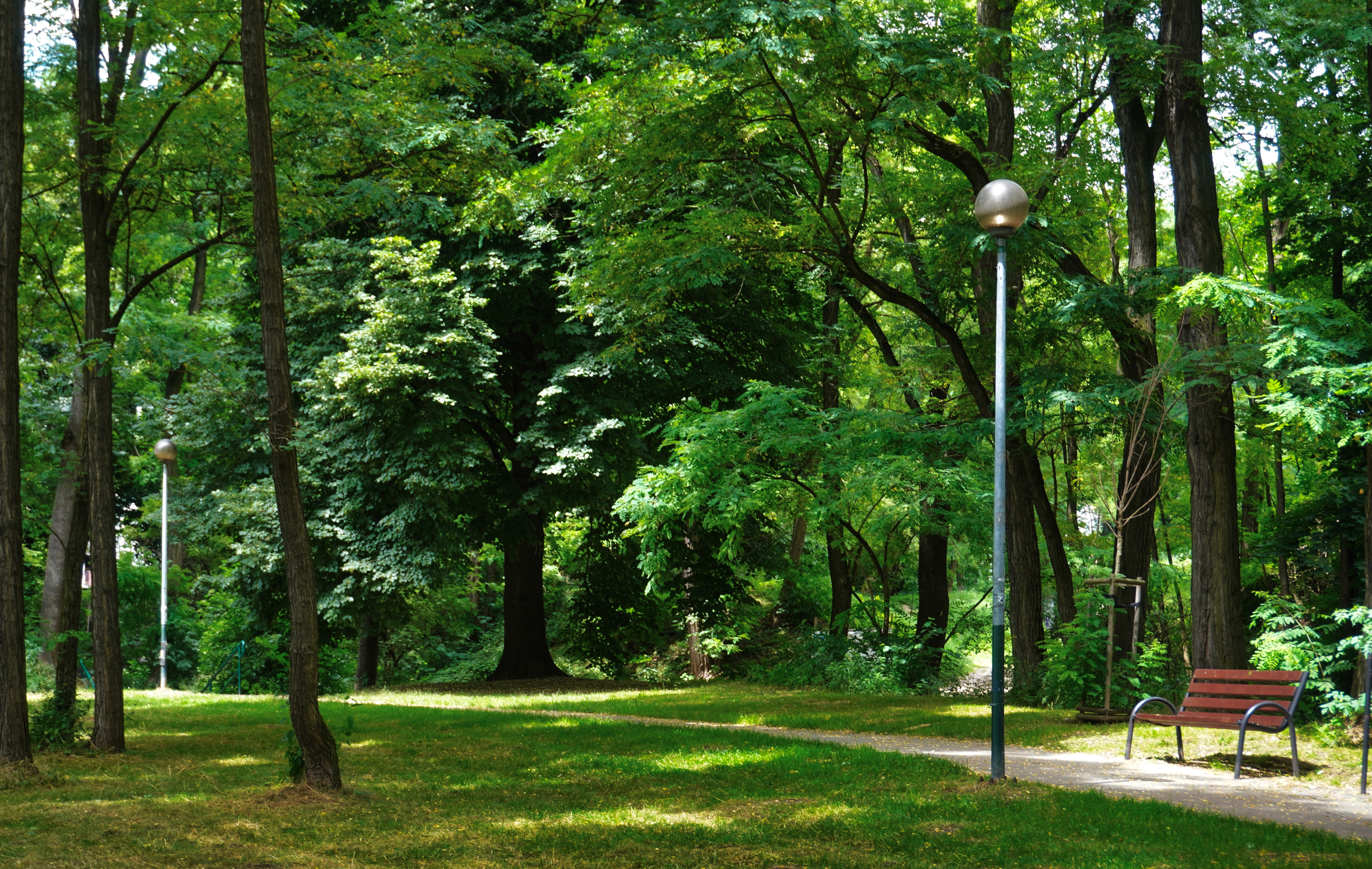
Park otaczający fort